# Sarah Adams
Sarah Adams es un personaje ficticio de la serie de televisión australiana A Place to Call Home, interpretada por la actriz Marta Dusseldorp desde el 28 de abril de 2013 hasta ahora.

## Antecedentes
Sarah nació en 1912, fue la más joven de tres hijos de una familia de clase obrera. Durante la Batalla de Fromelles perdió a su padre luego de que fuera asesinado, luego en 1918 durante la epidemia de la gripe de 1918 sus dos hermanos murieron
Su madre Grace Stevens canalizó todo su dolor convirtiéndose en una mujer devota e inflexible y prometió a su hija como monja si Dios salvaba a Sarah de la gripe. Aunque Sarah no aceptaba la decisión de que su madre no tenía el valor de decírselo, sin embargo su tía Peg la ayudó dándole dinero y permitiéndole estar lo más lejos de Grace.

## Biografía
Después de 20 años fuera de Australia Sarah regresa desde Londres después de que su tía Peg le avisara de la muerte de su medio hermano. A su llegada su madre Grace la rechaza y no quiere saber nada de ella. Sarah se ve obligada a pedirle ayuda al rico viudo George Bligh para encontrar un lugar donde vivir y trabajar, poco después Sarah comienza a tener problemas con Elizabeth Bligh, la madre de George quien no la acepta.
Más tarde se revela que Sarah había nacido como Bridget Adams y que durante la Guerra Civil Española se había enamorado de René Nordmann, después de casarse con él Bridget se había convertido al judaísmo y tomado el nombre judío de Sarah, sin embargo esa decisión ocasionó que su relación con su madre Grace, se destruyera.
Durante la Segunda Guerra Mundial Sarah y René formaron parte de la resistencia antinazi, después de ser detenidos en 1942 René fue enviado a un campo de concentración en Dachau en donde murió y Sarah fue enviada a un campo en Ravensbruck donde fue liberada al finalizar la guerra.
Cuando George se encuentra con Sarah durante un viaje por mar se siente atraído por ella y más tarde comienzan una relación, sin embargo cuando Elizabeth los descubre le dice a su hijo que cambiará su testamento y le dejará todo su dinero a su nieto James en vez de a él y que sólo lo cambiaría de nuevo si terminaba con Sarah, sin embargo George se niega y decide ir a ver a Sarah al hospital donde le pide que se case con él.
Más tarde Sarah decide terminar su compromiso con George cuando descubre que su esposo René Nordmann sigue vivo.